# Intelhorce (barrio)
Intelhorce es un barrio perteneciente al distrito Cruz de Humilladero de la ciudad andaluza de Málaga, España. Según la delimitación oficial del ayuntamiento, limita al norte con el barrio de San José del Viso y e polígono industrial Amoniaco; al este, con Hacienda Sánchez Blanca; al sur, con el polígono industrial Guadalhorce, del que lo separa la vía férrea de la línea C2 del Cercanías Málaga; y al este, con los terrenos de la antigua fábrica que dio nombre al barrio, Intelhorce, situada en el distrito de Cruz de Humilladero.

## Transporte público
La barriada de Intelhorce, se encuentra comunicada mediante las siguientes líneas de la EMT:
| Línea | Trayecto                                                    | Frecuencia |
| ----- | ----------------------------------------------------------- | ---------- |
| 19    | Paseo del Parque - Intelhorce - Campanillas - Santa Rosalía | -          |

Linea 20 EMT Málaga Alegría Huerta -Los Prados. 
Linea C2 Cercanías Málaga 
Además se encuentra dentro del Área del Consorcio de Transporte Metropolitano del Área de Málaga y está comunicada mediante las siguientes líneas de autobuses interurbanos:
| Línea | Trayecto                                       | Recorrido y Horarios | Plano |
| ----- | ---------------------------------------------- | -------------------- | ----- |
| M-131 | Málaga-Cártama                                 | Recorrido y Horarios | Plano |
| M-148 | Málaga-El Sexmo - Cártama                      | Recorrido y Horarios | Plano |
| M-150 | Málaga-Barriada Los Núñez                      | Recorrido y Horarios | Plano |
| M-232 | Coín-Málaga (por Cártama y Alhaurín el Grande) | Recorrido y Horarios | Plano |